# 비단구두
"비단구두"는 2006년에 개봉한 대한민국의 영화이다.

## 캐스팅
- 민정기 : 배 영감 역
- 최덕문 : 만수 역
- 이성민 : 성철 역
- 김다혜 : 홍매 역
- 민성욱 : 조감독 역
- 전기광 : 짝퉁 역
- 박노식 : 오토바이 경찰 역
- 남현주 : 여아나운서 역
- 현정애 : 함흥댁 역
- 임진택 : 북한병사 역
- 이경수 : 소품맨 역
- 아용주 : 써바이벌 1 역
- 김영수 : 혹부리 영감 역 (특별출연)